# Potentialis
Potentialis är ett modus som uttrycker möjlighet eller sannolikhet. Den förekommer till exempel i finska, men saknas i indoeuropeiska språk där funktionen i stället ofta återges med konjunktiv eller genom en omskrivning (på svenska exempelvis med "torde" eller ett adverb såsom "kanske").